# Орора (Огайо)
Орора (англ. Aurora) — місто (англ. city) в США, в окрузі Портадж штату Огайо. Населення — 17 239 осіб (2020).

## Географія
Орора розташована за координатами 41°18′6″ пн. ш. 81°19′57″ зх. д. / 41.30167° пн. ш. 81.33250° зх. д. (41.301543, -81.332508).  За даними Бюро перепису населення США в 2010 році місто мало площу 62,33 км², з яких 59,36 км² — суходіл та 2,97 км² — водойми.

## Демографія
Згідно з переписом 2010 року, у місті мешкало 15 548 осіб у 6018 домогосподарствах у складі 4365 родин. Густота населення становила 249 осіб/км².  Було 6396 помешкань (103/км²).
Расовий склад населення:
| - 93,9 % — білих - 3,0 % — чорних або афроамериканців - 1,9 % — азіатів - 0,1 % — корінних американців |

До двох чи більше рас належало 1,0 %. Частка іспаномовних становила 1,3 % від усіх жителів.
За віковим діапазоном населення розподілялося таким чином: 24,6 % — особи молодші 18 років, 56,3 % — особи у віці 18—64 років, 19,1 % — особи у віці 65 років та старші. Медіана віку мешканця становила 45,4 року. На 100 осіб жіночої статі у місті припадало 92,0 чоловіків;  на 100 жінок у віці від 18 років та старших — 88,0 чоловіків також старших 18 років.
Середній дохід на одне домашнє господарство  становив 105 579 доларів США (медіана — 81 887), а середній дохід на одну сім'ю — 115 765 доларів (медіана — 94 413). Медіана доходів становила 82 500 доларів для чоловіків та 47 568 доларів для жінок. За межею бідності перебувало 3,0 % осіб, у тому числі 3,9 % дітей у віці до 18 років та 1,9 % осіб у віці 65 років та старших.
Цивільне працевлаштоване населення становило 7852 особи. Основні галузі зайнятості: освіта, охорона здоров'я та соціальна допомога — 21,4 %, виробництво — 16,7 %, роздрібна торгівля — 14,9 %, науковці, спеціалісти, менеджери — 13,4 %.